# Hermann Falkenhagen
Hermann Falkenhagen (* 27. März 1828 in Gust bei Köslin; geboren Ernst Hermann Albert Loewedon Falkenhagen; † 18. März 1902 in Diessenhofen (Schweiz)) war Berufssoldat, Verwaltungsbeamter, Bürgermeister von Trarbach (1862–1869), Meisenheim (1869–1872) und Sankt Johann (1872–1888).

## Leben
Am 9. Juni 1860 heiratete er in Bad Sobernheim seine Frau Elisabeth geb. Reidenbach. Nachdem sein Leben ihn von Pommern in die Pfalz, das Rheinland und zuletzt an die Saar geführt hatte, schied er 1888 aus Gesundheitsgründen aus sämtlichen Ämtern aus. Er zog sich nach Bad Sobernheim und zuletzt in die Schweiz zurück, wo er 1902 verstarb.

## Militärische Karriere
Im Alter von lediglich 17 Jahren rückte Falkenhagen zum 1. Oktober 1845 als Berufssoldat beim 8. Rheinischen Artillerie-Regiment, einem bereits in den Befreiungskriegen gebildeten Vorläufer des 1864 gegründeten Rheinischen Fußartillerie-Regiments Nr. 8 ein. Dort war er bis 1. Oktober 1857 tätig, zuletzt als Oberfeuerwerker und Lehrer an einer Artillerie-Ballistik-Schule.

## Öffentliche Ämter
Im Alter von 29 Jahren wechselte er in den Staatsdienst. Am 6. Oktober 1857 wurde Falkenhagen Anwärter bis 4. Januar 1858 bei der Regierung zu Koblenz. Zum 1. April 1858 erfolgte dort seine Ernennung zum Polizeikommissar. Vom 1. Mai 1862 bis zum 1. November 1869 ließ er sich zum Bürgermeister in Trarbach wählen, vom 1. November 1869 bis 1. Juli 1872 zum Bürgermeister in Meisenheim. Am 1. März 1872 wählte der Sankt Johanner Stadtrat Falkenhagen zum Bürgermeister, zum 11. Juni 1872 erfolgte die Bestätigung der Wahl durch die Regierung in Trier. Amtseinführung war am 2. Juli 1872, 1884 erfolgte seine Wiederwahl, zum 14. März 1888 sein Amtsverzicht.

## Ehrungen
- Mitglied der Saarbrücker Casinogesellschaft